# Gamelsby
Gamelsby – wieś w Anglii, w Kumbrii. Leży 14 km na zachód od miasta Carlisle i 424 km na północny zachód od Londynu.